# Walhalla (Dacota do Norte)
Walhalla é uma cidade localizada no estado norte-americano de Dacota do Norte, no Condado de Pembina.

## Demografia
Segundo o censo norte-americano de 2000, a sua população era de 1057 habitantes.
Em 2006, foi estimada uma população de 968, um decréscimo de 89 (-8.4%).

## Geografia
De acordo com o United States Census Bureau tem uma área de
2,7 km², dos quais 2,7 km² cobertos por terra e 0,0 km² cobertos por água.

## Localidades na vizinhança
O diagrama seguinte representa as localidades num raio de 36 km ao redor de Walhalla.